# ミュージックストリート夜はこれから
ミュージックストリート夜はこれから（ミュージックストリートよるはこれから）は、ラジオ福島で放送されていた深夜のラジオ番組である。

## 概要
1982年4月に前番組『夜をぶっとばせリクエストで45分』を引き継ぐ形で放送開始。番組形式は前番組のスタイルを踏襲するが曜日ごとにリクエストジャンルが設定されていた。1986年（昭和61年）6月に『それいけAM!AM!こちら下荒子8番地』に移行する形で番組終了。

## 放送時間
月曜日から金曜日までの24:15～25:00

## パーソナリティ
- 月曜日 荒瀬英俊
- 火曜日 大和田新
- 水曜日 中村幹男 → 緒方一英[1][2]（1984年から）
- 木曜日 荒川守
- 金曜日 松坂彰久 → 中村幹男（1984年から、水曜より移動）